# خورشیدگرفتگی ۱۰ سپتامبر ۱۹۲۳
خورشیدگرفتگی ۱۰ سپتامبر ۱۹۲۳ (به انگلیسی: Solar eclipse of September 10, 1923) یک خورشیدگرفتگی از نوع خورشیدگرفتگی کامل است. این خورشیدگرفتگی در تاریخ ۱۰ سپتامبر ۱۹۲۳ میلادی (‎۱۸ شهریور ۱۳۰۲ خورشیدی) روی داد که زمان اوج آن، ساعت ۲۰:۴۷:۲۹ به‌وقت ساعت هماهنگ جهانی بوده‌است. مدت زمان و طول این خورشیدگرفتگی ۳ دقیقه و ۳۷ ثانیه بود.